# 기원에 따른 일치
둘 이상의 개체에서 어떤 DNA 구역이 똑같은 뉴클레오타이드 서열을 가질 때, 그 DNA 구역은 상태에 따라 일치(identical by state, IBS)한다고 한다. 둘 이상의 개체가 공통 조상으로부터 재조합 없이 IBS 구역을 물려받은 경우, 즉 이들 개체에서 IBS인 DNA 구역의 조상 기원이 똑같을 경우 그 DNA 구역을 기원에 따라 일치(identical by descent, IBD)한다고 한다. IBD인 DNA 구역은 정의에 따라 IBS가 된다. 하지만 다른 개체에서 나타난 똑같은 돌연변이나 그 구역을 바꾸지 않는 재조합에 의해 IBD가 아닌 DNA 구역도 IBS가 될 수 있다.

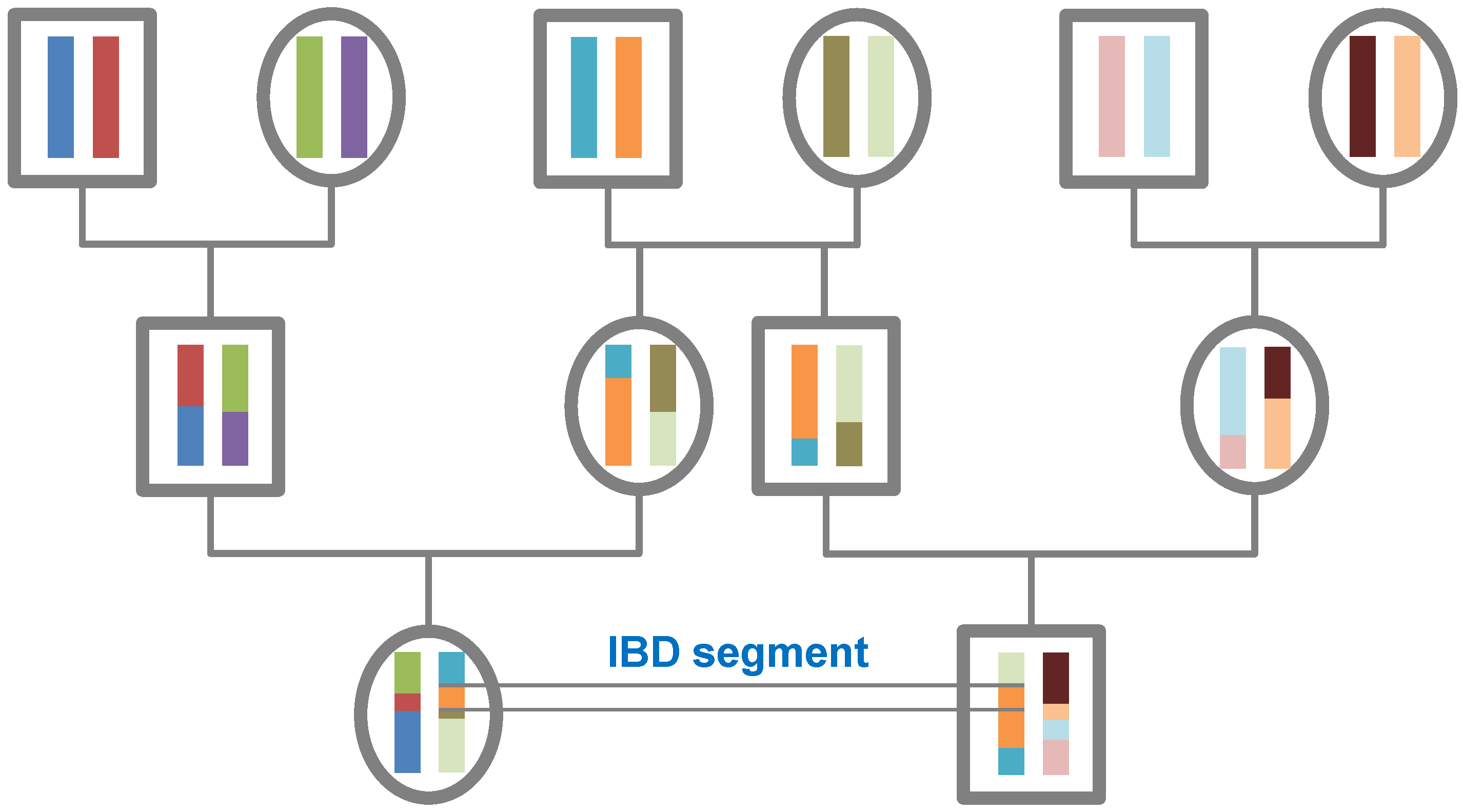
IBD 부분의 기원은 가계도로 표시된다.

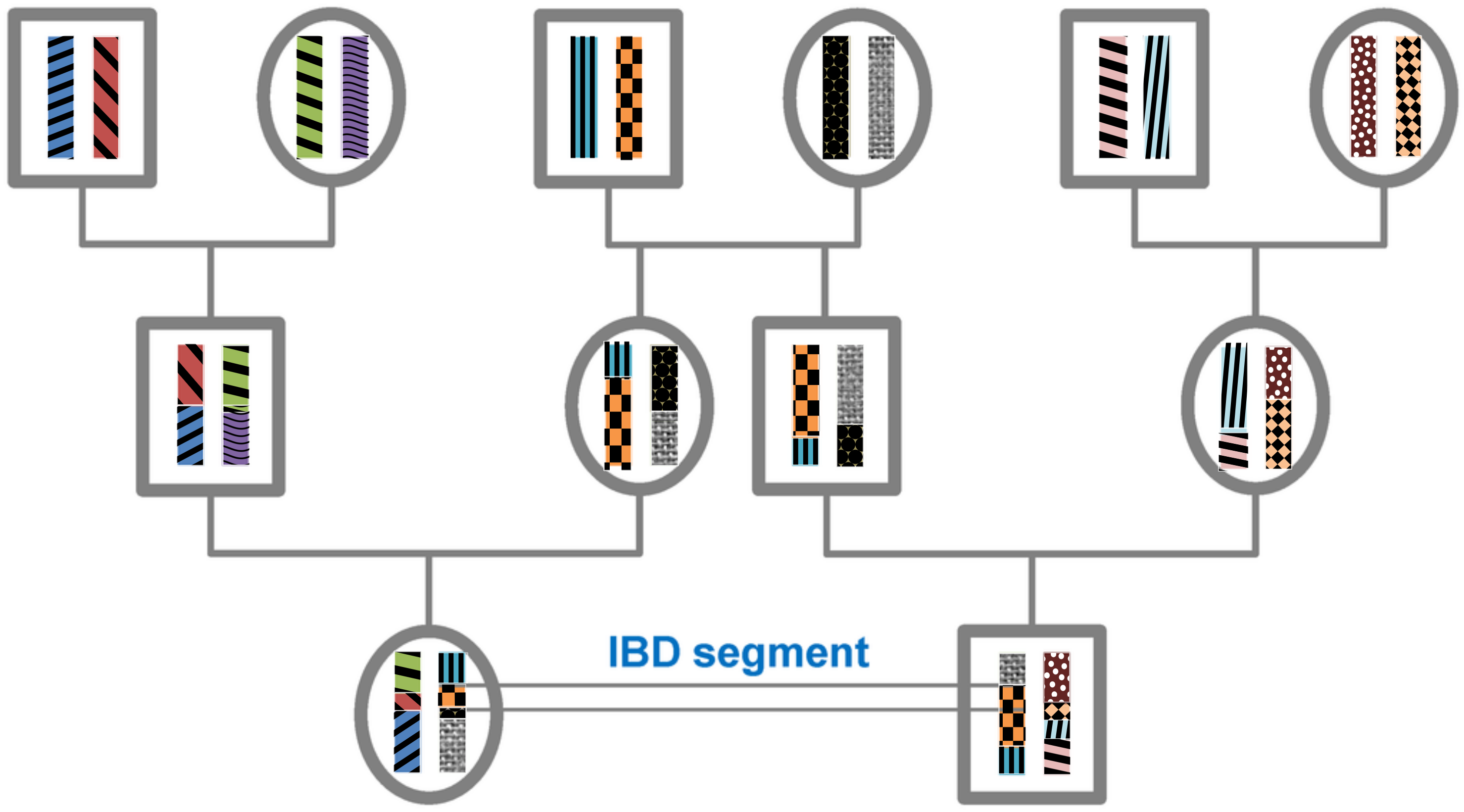
위와 똑같은 이미지로, 색맹이 인식할 수 있도록 나타내었다.

## 이론
유한한 개체군에 속하는 모든 개체를 과거로 충분히 거슬러 올라가면 모두 관련되므로 IBD 유전체 구역을 공유한다. 감수분열 시 IBD 구역은 재조합으로 쪼개진다. 따라서 IBD 구역의 예상 길이는 구역의 유전자자리가 공유하는 가장 최근의 공통 조상 이후의 세대 수에 따라 다르다. 과거의 공통 조상 n 세대(감수분열을 포함하면 2n) 이후 나타난 IBD 구역의 길이는 평균 1/(2n) 모건(M)으로 기하급수적으로 퍼진다. IBD 구역의 예상 수는 이 유전자자리가 공유하는 공통 조상 이후의 세대 수에 따라 감소한다. 각 감수분열 과정에서 특정 DNA 구역이 잘릴 확률이 1/2이기 때문에 그 DNA 구역이 서로 IBD일 확률은 2-2n으로 감소한다.

## 적용
IBD 구역을 확인하면 다양한 목적으로 사용할 수 있다. 위에서 언급한 것과 같이 공유하는 IBD 양(길이와 수)은 검사한 개인의 가족 관계에 따라 다르다. 따라서 IBD 구역을 탐지하면 유연관계를 정량화할 수 있다. 유연관계를 측정하면 법의학 유전학에서나 유전자 연관 지도 작성에서 많은 정보를 얻을 수 있고, 표준 연관성 연구에서 새로운 관계에서의 편향을 줄이는 데도 도움을 준다. 또한, IBD는 유전자형 귀속이나 하플로타입 위상 추론에도 쓰인다. 짧은 영역으로 쪼개진 길게 공유된 IBD 구역은 위상 오류를 나타낼 수 있다. :SI

### IBD 지도 작성
IBD 지도 작성은 연관 분석과 비슷하지만 관련 없는 개체 집단에서 알려진 가계도 없이도 수행할 수 있다. IBD 지도 작성은 여러 희귀 질환 감수성 변이를 포함하는 유전자나 유전체 영역의 지도를 작성하는 힘을 증가시켜주는 새로운 형태의 연관성 분석으로 볼 수 있다.
시뮬레이션된 데이터를 사용하여 Browning과 Thompson 은 유전자 내의 여러 희귀 변이가 질병 감수성에 기여할 때 IBD 매핑이 연관 테스트보다 더 높은 힘을 갖는다는 것을 보여주었다. IBD 매핑을 통해 표준 연관 테스트는 실패했지만 고립된 개체군과 이종교배 개체군에서 게놈 전체의 중요한 영역이 발견되었다. Howen et al. IBD 공유를 사용하여 격리된 어업 집단에서 양성 재발성 간내 담즙 정체를 담당하는 유전자의 염색체 위치를 식별했다. Kenny et al. 또한 분리된 개체군을 사용하여 GWAS( genome-wide association study)에서 발견된 혈장 식물 스테롤 (PPS) 수준의 신호를 미세 매핑하는데, 이는 장에서 콜레스테롤 흡수를 측정하는 대리 측정이다. Francks et al. 사례 대조군 샘플의 유전자형 데이터를 사용하여 정신 분열증 및 양극성 장애에 대한 잠재적인 감수성 유전자좌를 식별할 수 있었다. Linet al. 다발성 경화증 환자의 데이터 세트에서 게놈 전체에 중요한 연관 신호를 발견했다. Letouzéet al. 암 샘플에서 창시자 돌연변이를 찾기 위해 IBD 매핑을 사용했다.

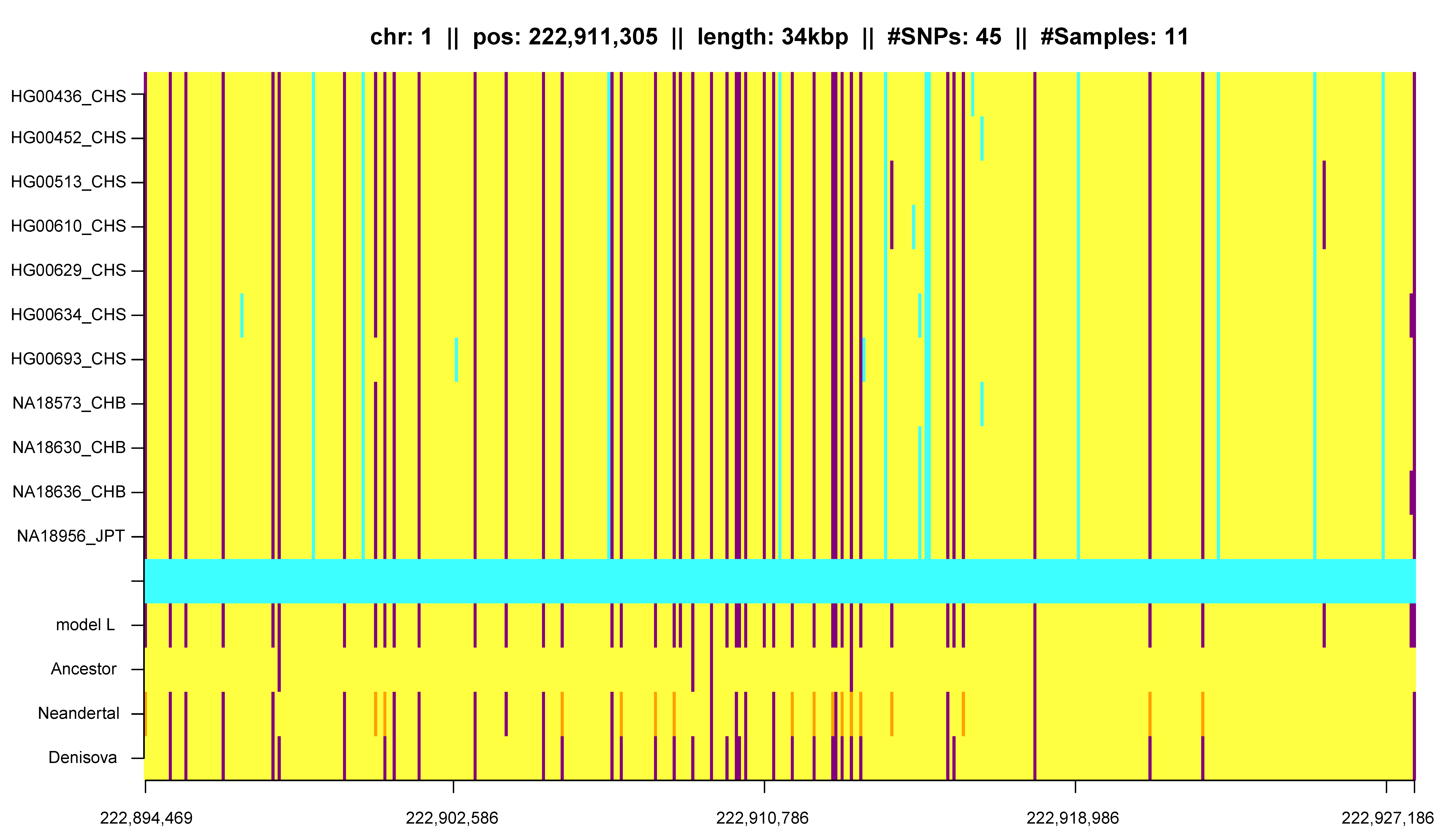
아시아 유전체에서 HapFABIA로 식별된 IBD 구역. IBD 구역을 태그하는 드문 단일 뉴클레오타이드 변이(single nucleotide variants, SNV)는 보라색으로 표시했다. 청록색 막대 아래에는 아주 오래된 유전체의 IBD 구역을 표시했다.

### IBD의 집단유전학
인간 게놈에서 자연 선택의 검출은 검출된 IBD 세그먼트를 통해서도 가능하다. 선택은 일반적으로 모집단의 개인들 사이에서 IBD 세그먼트의 수를 증가시키는 경향이 있다. 과도한 IBD 공유가 있는 영역을 스캔하여 인간 게놈에서 강력하고 가장 최근에 선택되었던 영역을 식별할 수 있다.
그 외에도 IBD 세그먼트는 인구 구조에 대한 다른 영향을 측정하고 식별하는 데 유용할 수 있다. Gusev et al. IBD 세그먼트가 병목 현상 및 혼합 을 포함한 인구 통계학적 기록을 추정하기 위해 추가 모델링과 함께 사용될 수 있음을 보여주었다. 유사한 모델 사용 Palamara et al. 및 Carmi et al. Ashkenazi 유대인 과 케냐 마사이족 개인의 인구 통계학적 역사를 재구성했다. Botiguet al. 유럽 인구 간의 아프리카 가계 차이를 조사했다. Ralph와 Coop은 IBD 검출을 사용하여 다양한 유럽 인구와 Gravel et al.의 공통 조상을 정량화했다. 유사하게 아메리카 대륙 인구의 유전적 역사에 대한 결론을 도출하려고 노력했다. Ringbauer et al. 지난 세기 동안 동유럽 내 분산을 추정하기 위해 IBD 세그먼트의 지리적 구조를 활용했다. 1000개의 게놈 데이터를 사용하여 Hochreiter는 아프리카, 아시아 및 유럽 인구 간의 IBD 공유와 네안데르탈인 또는 데니소바 와 같은 고대 게놈과 공유되는 IBD 세그먼트의 차이를 발견했다.

## 방법 및 소프트웨어
관련 없는 개인의 IBD 구역 감지 프로그램에는 다음과 같은 것들이 있다.
- RAPID : Positional Burrows-Wheeler Transform을 사용하는 바이오뱅크 규모 코호트에서 하강 감지에 의한 초고속 식별[32]
- Parente : unphased genotype 데이터에서 개인 쌍 간의 IBD 세그먼트 식별[33]
- BEAGLE/fastIBD : 게놈 전체의 SNP 데이터에서 개인 쌍 사이의 IBD 세그먼트를 찾는다.[34]
- BEAGLE/RefinedIBD : 해싱 방법을 사용하여 개인 쌍에서 IBD 세그먼트를 찾고 가능성 비율을 통해 중요도 평가[35]
- IBDseq : 시퀀싱 데이터에서 pairwise IBD 세그먼트 감지[36]
- GERMLINE : 개인 쌍으로 선형 시간 IBD 세그먼트에서 발견[5]
- DASH : 단일 일배체형을 공유할 가능성이 있는 개인 클러스터를 추론하기 위해 쌍으로 IBD 세그먼트를 구축한다.[15]
- PLINK : pairwise IBD 부분 검출 방법을 포함하는 전체 게놈 연관 및 인구 기반 연관 분석을 위한 도구 세트[6]
- Relate : SNP를 사용하여 특정 유전자좌에 있는 개인 쌍 간의 IBD 확률 추정[3]
- MCMC_IBDfinder : 여러 개인에서 IBD 세그먼트를 찾기 위한 Markov chain Monte Carlo (MCMC) 기반[37]
- IBD-Groupon : pairwise IBD 관계를 기반으로 group-wise IBD 세그먼트 감지[38]
- HapFABIA : 여러 개인에서 동시에 대규모 시퀀싱 데이터의 희귀 변이를 특징으로 하는 매우 짧은 IBD 세그먼트 식별[13]

## 같이 보기
- 연관 지도 작성
- 유전자 연관성
- 유전자 연관
- 전체유전체 연관 연구
- 유형에 따른 일치
- 연관 불평형
- 집단유전학